# Batalha de Uji (1180)
Batalha de Uji (1180): Primeira batalha das Guerras Genpei. A primeira batalha de Uji ficou famosa por ser a que iniciou a Guerras Genpei. 
Em 1180 o Príncipe Mochihito, o candidato favorito do Clã Minamoto para o trono imperial, foi perseguido por forças do Clã Taira até Mii-dera, um templo nos arredores de Kyoto. Devido à interferência de um monge de Mii-dera favorável ao Clã Taira, o exercito Minamoto chegou demasiado tarde para defender a ponte.
Minamoto no Yorimasa levou o Príncipe Mochihito junto com o exercito do clã e um grupo de monges guerreiros de Mii-dera ao sul até Nara.
Cruzaram o Rio Uji e tentaram destruir a ponte para evitar a perseguição do Clã Taira. Três monges guerreiros são descritos no Heike Monogatari: Gochin no Tajima, Tsutsui Jomyo Meishu, e Ichirai Hoshi. Estes, junto com outros monges-guerreiros lutaram com arcos e flechas, e diferentes tipos de espadas, adagas e naginatas.
Apesar do esforço as forças de Taira conseguiram cruzar o rio e alcançar o exercito Minamoto. Yorimasa tentou ajudar o príncipe a escapar, mas foi alcançado por uma flecha. 
Devido a esta falha ele se suicidou através do Seppuku, começando assim o precedente de se suicidar antes de se render, que seria honrado até durante a Segunda Guerra Mundial. É o primeiro seppuku que se conhece na história. 
O príncipe foi capturado e executado pelos guerreiros Taira.